# Anita Schätzle
Anita Schätzle (* 22. September 1981 in Haslach im Kinzigtal) ist eine frühere deutsche Freistilringerin in der Gewichtsklasse bis 72 Kilogramm.

## Werdegang
Anita Schätzle ist gelernte Zimmerin und war Sportsoldatin der Sportfördergruppe Bruchsal.
1988 begann Schätzle zunächst mit Turnen und Leichtathletik, wechselte 1990 jedoch in Haslach zum Ringen. 2000 bis 2004 startete sie für den VfK Mühlenbach, 2004 bis 2006 für den AC 09 Mainz-Laubenheim und 2006 für den VfK Schifferstadt. 1994 wurde sie Zweite bei den Deutschen Jugendmeisterschaften. 1995, 1996 und 1997 gewann Schätzle die Titel. Seit 1998 startete sie im Seniorenbereich. Bei der ersten Deutschen Meisterschaft unterlag sie noch im Finale und gewann Silber. 1999 gewann sie den Titel erstmals und war von 2001 bis 2008 achtmal in Folge Meisterin. Ab 2007 startete für die WKG Koblenz-Rübenach und wurde von Waldemar Galwas trainiert.
Anita Schätzle arbeitet nach ihrer Ringerinnen-Karriere als Fitness-Kauffrau.

### Internationale Wettbewerbe
International trat Schätzle erstmals 1995 bei der Europameisterschaft der Juniorinnen in Klippan an, wo sie Rang sieben erreichte. Ein Jahr später in Rødby konnte sie Silber gewinnen, 1997 in Hradec Králové und 1998 in Patras gewann sie die Titel. Zudem gewann Schätzle 1998 in Fredrikstad auch den Titel bei der Junioren-Weltmeisterschaft. 1999 wurde sie in Budapest erneut Junioren-Europameisterin und Zweite der Junioren-WM in Bukarest. 2000 gewann sie in Sofia und Nantes beide Titel. 2001 nahm sie zum letzten Mal als Juniorin teil und gewann nochmals WM-Gold in Martigny.
Im Seniorenbereich trat sie schon seit 1998 parallel an. Bei ihrer ersten EM in Bratislava wurde Schätzle Fünfte, 1999 in Götzis gewann sie Bronze und bei der WM in Boden Silber. 2000 und 2001 fanden die Europameisterschaften in Budapest statt, Schätzle wurde Zweite und Dritte. Sie wurde in diesem Jahr auch deutsche Meisterin in der Gewichtsklasse bis 68 kg Körpergewicht vor Nina Englich, der Doppel-Europameisterin aus Witten. 2001 erreichte sie auch die Spitze der Weltrangliste bei den Frauen ihrer Gewichtsklasse. Die EM 2002 in Seinäjoki brachte eine weitere Bronzemedaille, die WM in Chalkida verlief nicht so erfolgreich, Schätzle wurde Neunte. Den größten Erfolg konnte die Haslacherin 2003 in Riga feiern, als sie Europameisterin wurde. Den Titel konnte sie 2005 in Warna erneut gewinnen. Bei den Olympischen Spielen von Athen wurde Schätzle Sechste. Erfolgreicher verlief die WM 2005 in Budapest, Schätzle gewann Bronze. Eine weitere Bronzemedaille gewann sie 2006 bei der EM in Moskau. Mit dem 3. Platz bei der EM 2008 in Tampere/FIN qualifizierte sie sich für die Olympischen Spiele in Peking. Dort belegte sie Platz 7. Schon vor den Spielen stand ihr Rücktritt vom Leistungssport fest. In ihrer langen Karriere gewann sie bei internationalen Meisterschaften insgesamt 19 Medaillen. Dabei besiegte sie eine ganze Reihe von Weltklasse-Athletinnen. Genannt seien hier Jelena Perepelkina und Anna Schamowa, beide Russland, Stanka Slatewa Christowa, Bulgarien, Toccara Montgomery, Vereinigte Staaten, Katerina Burmistrowa, Ukraine, Ewelina Pruszko, Polen, Lise Legrand, Frankreich, Swetlana Sajenko, Ukraine, Katerina Halova, Tschechien, Swetlana Martinenko, Russland, Nina Englich, Deutschland, Ohenewa Akuffo, Kanada, Jenny Fransson, Schweden, Jekaterina Bukina, Russland, Audrey Prieto, Frankreich, Agnieszka Wieszczek-Kordus, Polen und Wassilissa Marsaljuk, Weißrussland.

## Internationale Erfolge
| Jahr | Platz | Wettbewerb                               | Gewichtsklasse | Ergebnisse |
| 1995 | 7.    | Junioren-EM in Klippan/Schweden          | bis 52 kg      | Siegerin: Ida Hellström, Schweden |
| 1996 | 2.    | Junioren-EM in Rødby/Dänemark            | bis 52 kg      | hinter Ida Hellström, vor Celine Menu, Frankreich |
| 1997 | 1.    | Junioren-EM in Hradec-Kralove/Tschechien | bis 63 kg      | vor Swetlana Gratschewa, Russland und Marita Rønninghaus, Norwegen |
| 1998 | 5.    | EM in Bratislava                         | bis 68 kg      | nach einem Sieg über Nina Strasser, Österreich und Niederlagen gegen Galina Iwanowa, Bulgarien und Elmira Kurbanowa, Russland                                                                                  |
| 1998 | 1.    | Junioren-WM in Fredrikstad/Norwegen      | bis 63 kg      | vor Swetlana Jarosewitsch, Russland, Ari Suzuki, Japan und Sona Chalupowa, Tschechien |
| 1998 | 8.    | WM in Posen                              | bis 62 kg      | nach einem Sieg über Anna Udycz, Polen, einer Niederlage gegen Ludmila Golowtschenko, Ukraine, einem Sieg über Alessja Kiseljewa, Usbekistan und einer Niederlage gegen Lise Golliot, Frankreich               |
| 1999 | 3.    | EM in Götzis                             | bis 68 kg      | nach Siegen über Margarita Montes, Spanien und Nina Strasser, einer Niederlage gegen Ewelina Pruszko, Polen und einem weiteren Sieg über Nina Strasser                                                         |
| 1999 | 2.    | Junioren-WM in Bukarest                  | bis 63 kg      | hinter Ayako Shoda, Japan, vor Lotta Andersson, Schweden und Jelena Perepelkina, Russland |
| 1999 | 2.    | WM in Boden/Hildursborg                  | bis 68 kg      | nach einem Sieg über Galina Iwanowa, einer Niederlage gegen Xiomara Guevara, Venezuela, Siegen über Nina Strasser und Anna Schamowa, Russland und einer Niederlage gegen Sandra Bacher, USA                    |
| 2000 | 2.    | EM in Budapest                           | bis 68 kg      | nach einer Niederlage gegen Lise Legrand, Siegen über Nejla Salihoglu, Türkei, Heidi Josefin Skemark, Schweden, Natalja Bodnarez, Ukraine und Galina Iwanowa und einer Niederlage im Finale gegen Lise Legrand |
| 2000 | 1.    | Junioren-EM in Sofia                     | bis 68 kg      | vor Natalja Gawrilowa, Russland, Heidi Josefin Skemark und Stanka Slatewa Christowa, Bulgarien |
| 2000 | 1.    | Junioren-WM in Nantes                    | bis 68 kg      | vor Toccara Montgomery, Natalja Gawrilowa und Heidi Josefin Skemark |
| 2000 | 11.   | WM in Sofia                              | bis 68 kg      | |
| 2001 | 3.    | EM in Budapest                           | bis 68 kg      | nach Siegen über Sofia Kampanari, Griechenland und Monika Kowalska, Polen, einer Niederlage gegen Natalja Gawrilowa und einem Sieg über Nina Nilsen, Norwegen                                                  |
| 2001 | 1.    | Junioren-WM in Martigny                  | bis 68 kg      | vor Toccara Montgomery, Mimi Sugawara, Japan und Viola Janik, Kanada |
| 2001 | 3.    | WM in Sofia                              | bis 68 kg      | nach Siegen über Norie Saito, Japan und Stanka Slatewa Christowa, einer Niederlage gegen Christine Nordhagebn-Vierling, Kanada und einem Sieg über Swetlana Jarosewitsch                                       |
| 2002 | 1.    | Klippan-Lady-Open                        | bis 67 kg      | vor Katarzyna Jaworska, Polen und Nina nilsen |
| 2002 | 2.    | EM in Seinäjoki                          | bis 67 kg      | nach einem Sieg über Katerina Burmistrowa, Ukraine, einer Niederlage gegen Ewelina Pruszko, Polen, Siegen über Stanka Slatewa Christowa, Nina Nilsen und Anna Schamowa und einer Niederlage gegen Lise Legrand |
| 2002 | 1.    | Großer Preis von Deutschland in Dormagen | bis 67 kg      | vor Annika Örtli, Deutschland und Johanna Jansson, Schweden |
| 2002 | 9.    | WM in Chalkida/Griechenland              | bis 72 kg      | nach einem Sieg über Kang Ming-Jeong, Südkorea und einer Niederlage gegen Swetlana Sajenko, Ukraine |
| 2003 | 1.    | EM in Riga                               | bis 72 kg      | nach Siegen über Marina Gastl, Österreich, Heidi Hannele Martti, Finnland, Stanka Slatewa Christowa und Katerina Halova, Tschechien                                                                            |
| 2003 | 5.    | WM in New York                           | bis 72 kg      | nach Siegen über Yasmily Ramos, Venezuela und Katerina Halova und einer Niederlage gegen Wang Xu, China |
| 2004 | 4.    | EM in Haparanda                          | bis 72 kg      | nach Siegen über Aikaterinii Siavou, Griechenland und Anna Wawrzycka, Polen und Niederlagen gegen Swetlana Sajenko und Anna Wawrzycka                                                                          |
| 2004 | 6.    | OS in Athen                              | bis 72 kg      | nach einem Sieg über Marina Gastl, einer Niederlage gegen Güsel Manjurowa, Russland, einem Sieg über Maria Louiza Vryoni, Griechenland und einer Niederlage gegen Christine Nordhagen-Vierling                 |
| 2005 | 1.    | EM in Warna                              | bis 72 kg      | nach Siegen über Rita Soos, Ungarn, Swetlana Sajenko, Stanka Slatewa Christowa und Swetlana Martinenko, Russland                                                                                               |
| 2005 | 1.    | Großer Preis von Deutschland in Dormagen | bis 72 kg      | vor Jekaterina Bukina, Russland, Marina Gastl und Sheherazadeh Bentoki, Frankreich |
| 2005 | 3.    | WM in Budapest                           | bis 72 kg      | nach Siegen über Wassilissa Marsaljuk, Weißrussland und Ohenewa Akuffo, Kanada, einer Niederlage gegen Iris Smith, USA und einem Sieg über Stanka Slatewa Christow                                             |
| 2006 | 3.    | EM in Moskau                             | bis 72 kg      | nach einer Niederlage gegen Stanka Slatewa Christowa und Siegen über Jenny Fransson, Schweden und Maria Louiza Vryoni                                                                                          |
| 2006 | 1.    | Großer Preis von Deutschland in Dormagen | bis 72 kg      | vor Maider Unda Gonzalez de Audicana, Spanien, Wassilissa Marsaljuk, Weißrussland und Sheherazadeh Bentoki, Frankreich                                                                                         |
| 2006 | 1.    | Golden-Grand-Prix in Baku                | bis 72 kg      | vor Stanka Slatewa Christowa, Jenny Fransson und Ana Maria Paic, Rumänien |
| 2006 | 12.   | WM in Guangzhou                          | bis 72 kg      | nach einer Niederlage gegen Ohenewa Akuffo |
| 2007 | 5.    | EM in Sofia                              | 72 kg          | nach einer Niederlage gegen Stanka Slatewa Christowa, einem Sieg über Jenny Fransson und einer Niederlage gegen Güsel Manjurowa                                                                                |
| 2007 | 3.    | Großer Preis von Deutschland in Dormagen | bis 72 kg      | hinter Daria Nasarowa, Russland und Hong Yan, China |
| 2007 | 31.   | WM in Baku                               | bis 72 kg      | nach einer Niederlage gegen Wang Xu |
| 2008 | 3.    | EM in Tampere                            | bis 72 kg      | nach Siegen über Agnieszka Wieszczek-Kordus, Polen und Sumrud Gurbanhadschijewa, Aserbaidschan, einer Niederlage gegen Güsel Manjurowa und einem Sieg über Swetlana Sajenko                                    |
| 2008 | 7.    | OS in Peking                             | bi s 72 kg     | nach einem Sieg über Audrey Prieto, Frankreich und einer Niederlage gegen Agnieszka Wieszczek-Kordus |

Erläuterungen
- alle Wettkämpfe im freien Stil
- OS = Olympische Spiele, WM = Weltmeisterschaft, EM = Europameisterschaft